# Lorenzo Insigne
Lorenzo Insigne (phát âm tiếng Ý: [loˈrɛntso inˈsiɲe]; sinh ngày 4 tháng 6 năm 1991) là một cầu thủ bóng đá chuyện nghiệp người Ý hiện đang thi đấu ở vị trí tiền đạo cánh. Dù sở hữu chiều cao khiêm tốn, anh nổi tiếng nhờ lối chơi giàu kỹ thuật, tốc độ và khả năng sút phạt tốt.
Insigne đại diện cho đội tuyển bóng đá U-21 quốc gia Ý và ra mắt đội tuyển bóng đá quốc gia Ý vào tháng 9 năm 2012. Anh là thành viên của đội tuyển Ý vô địch UEFA Euro 2020.

## Phong cách chơi
Insigne là tiền đạo có thể chơi theo sơ đồ 4-3-3 hoặc 4-2-3-1 ở cả hai cánh. Đồng đội cũ của anh tại Napoli và là đội trưởng của đội tuyển bóng đá quốc gia Macedonia Goran Pandev xem anh là "Lionel Messi nước Ý".

## Đời tư
Insigne có ba anh em trai, đó là Roberto Insigne, Marco Insigne và Antonio Insigne, cả ba đều là cầu thủ bóng đá. Roberto Insigne cũng từng thi đấu cho Napoli.
Ngày 31 tháng 12 năm 2012, Insigne kết hôn với Genoveffa "Jenny" Darone. Họ có với nhau hai đứa con là Carmine Insigne (sinh ngày 4 tháng 4 năm 2013) và Christian Insigne (sinh ngày 13 tháng 3 năm 2015).

## Thống kê sự nghiệp

### Câu lạc bộ
Tính đến 23 tháng 5 năm 2021
| Câu lạc bộ          | Mùa giải            | Giải đấu                 | Giải đấu | Giải đấu | Coppa Italia | Coppa Italia | Châu Âu | Châu Âu | Khác | Khác | Tổng cộng | Tổng cộng | Tổng cộng |
| Câu lạc bộ          | Mùa giải            | Giải đấu                 | Trận     | Bàn      | Trận         | Bàn          | Trận    | Bàn     | Trận | Bàn  | Trận      | Bàn       |           |
| ------------------- | ------------------- | ------------------------ | -------- | -------- | ------------ | ------------ | ------- | ------- | ---- | ---- | --------- | --------- | --------- |
| Napoli              | 2009–10             | Serie A                  | 1        | 0        | 0            | 0            | –       | –       | –    | –    | 1         | 0         |           |
| Cavese (mượn)       | 2009–10             | Lega Pro Prima Divisione | 10       | 0        | 0            | 0            | –       | –       | –    | –    | 10        | 0         |           |
| Foggia (mượn)       | 2010–11             | Lega Pro Prima Divisione | 33       | 19       | 0            | 0            | –       | –       | –    | –    | 33        | 19        |           |
| Pescara (mượn)      | 2011–12             | Serie B                  | 37       | 18       | 1            | 2            | –       | –       | –    | –    | 38        | 20        |           |
| Napoli              | 2012–13             | Serie A                  | 37       | 5        | 1            | 0            | 5       | 0       | 0    | 0    | 43        | 5         |           |
| Napoli              | 2013–14             | Serie A                  | 36       | 3        | 5            | 3            | 10      | 3       | –    | –    | 51        | 9         |           |
| Napoli              | 2014–15             | Serie A                  | 20       | 2        | 1            | 0            | 7       | 0       | 0    | 0    | 28        | 2         |           |
| Napoli              | 2015–16             | Serie A                  | 32       | 12       | 0            | 0            | 5       | 1       | 0    | 0    | 37        | 13        |           |
| Napoli              | 2016–17             | Serie A                  | 37       | 18       | 4            | 1            | 8       | 1       | 0    | 0    | 49        | 20        |           |
| Napoli              | 2017–18             | Serie A                  | 37       | 8        | 2            | 1            | 9       | 5       | 0    | 0    | 48        | 14        |           |
| Napoli              | 2018–19             | Serie A                  | 28       | 10       | 2            | 0            | 11      | 4       | –    | –    | 41        | 14        |           |
| Napoli              | 2019–20             | Serie A                  | 37       | 8        | 4            | 3            | 5       | 2       | –    | –    | 46        | 13        |           |
| Napoli              | 2020–21             | Serie A                  | 35       | 19       | 4            | 0            | 8       | 0       | 1    | 0    | 48        | 19        |           |
| Tổng cộng Napoli    | Tổng cộng Napoli    | Tổng cộng Napoli         | 305      | 85       | 23           | 8            | 68      | 16      | 1    | 0    | 397       | 109       |           |
| Tổng cộng sự nghiệp | Tổng cộng sự nghiệp | Tổng cộng sự nghiệp      | 384      | 122      | 31           | 17           | 68      | 16      | 1    | 0    | 484       | 155       |           |

### Đội tuyển quốc gia
Tính đến 24 tháng 3 năm 2022
| 2012      | 1  | 0  |
| 2013      | 3  | 1  |
| 2014      | 2  | 0  |
| 2015      | 0  | 0  |
| 2016      | 7  | 1  |
| 2017      | 8  | 1  |
| 2018      | 9  | 1  |
| 2019      | 4  | 3  |
| 2020      | 4  | 0  |
| 2021      | 15 | 3  |
| 2022      | 1  | 0  |
| Tổng cộng | 54 | 10 |

### Bàn thắng quốc tế
Bàn thắng và kết quả của Ý được để trước.
| #   | Ngày                 | Địa điểm                                                | Đối thủ              | Bàn thắng | Kết quả | Giải đấu                 |
| --- | -------------------- | ------------------------------------------------------- | -------------------- | --------- | ------- | ------------------------ |
| 1.  | 14 tháng 8 năm 2013  | Sân vận động Olimpico, Rome, Ý                          | Argentina            | 1–2       | 1–2     | Giao hữu                 |
| 2.  | 24 tháng 3 năm 2016  | Sân vận động Friuli, Udine, Ý                           | Tây Ban Nha          | 1–0       | 1–1     | Giao hữu                 |
| 3.  | 11 tháng 6 năm 2017  | Sân vận động Friuli, Udine, Ý                           | Liechtenstein        | 1–0       | 5–0     | Vòng loại World Cup 2018 |
| 4.  | 27 tháng 3 năm 2018  | Sân vận động Wembley, London, Anh                       | Anh                  | 1–1       | 1–1     | Giao hữu                 |
| 5.  | 8 tháng 6 năm 2019   | Sân vận động Olympic, Athens, Hy Lạp                    | Hy Lạp               | 2–0       | 3–0     | Vòng loại Euro 2020      |
| 6.  | 11 tháng 6 năm 2019  | Sân vận động Juventus, Turin, Ý                         | Bosna và Hercegovina | 1–1       | 2–1     | Vòng loại Euro 2020      |
| 7.  | 15 tháng 11 năm 2019 | Sân vận động Bilino Polje, Zenica, Bosna và Hercegovina | Bosna và Hercegovina | 2–0       | 3–0     | Vòng loại Euro 2020      |
| 8.  | 4 tháng 6 năm 2021   | Sân vận động Renato Dall'Ara, Bologna, Ý                | Hà Lan               | 3–0       | 4–0     | Giao hữu                 |
| 9.  | 11 tháng 6 năm 2021  | Sân vận động Olimpico, Rome, Ý                          | Thổ Nhĩ Kỳ           | 3–0       | 3–0     | Euro 2020                |
| 10. | 2 tháng 7 năm 2021   | Allianz Arena, Munich, Đức                              | Bỉ                   | 2–0       | 2–1     | Euro 2020                |

## Danh hiệu
Pescara
- Serie B: 2011–12

Napoli
- Coppa Italia: 2013–14, 2019–20
- Supercoppa Italiana: 2014

Đội tuyển quốc gia Ý
- UEFA European Championship: 2020
- UEFA Nations League: Hạng ba 2021